# James Kim Ji-seok
James Kim Ji-seok (kor. 김지석, * 27. Juli 1940 in Wonju, Südkorea) ist ein südkoreanischer Geistlicher und emeritierter römisch-katholischer Bischof von Wonju.

## Leben
James Kim Ji-seok empfing am 29. Juni 1968 das Sakrament der Priesterweihe.
Am 19. November 1990 ernannte ihn Papst Johannes Paul II. zum Koadjutorbischof von Wonju. Der Bischof von Wonju, Daniel Tji Hak Soun, spendete ihm am 14. Januar 1991 die Bischofsweihe; Mitkonsekratoren waren der Erzbischof von Seoul, Stephen Kardinal Kim Sou-hwan, und der Apostolische Nuntius in Korea, Erzbischof Ivan Dias. Am 12. März 1993 wurde James Kim Ji-seok in Nachfolge des verstorbenen Daniel Tji Hak Soun Bischof von Wonju.
Papst Franziskus nahm am 31. März 2016 seinen altersbedingten Rücktritt an.